# Megáli Géfyra
Megáli Géfyra är en ort i Grekland.   Den ligger i prefekturen Nomós Pierías och regionen Mellersta Makedonien, i den norra delen av landet, 300 km norr om huvudstaden Aten. Megáli Géfyra ligger 29 meter över havet och antalet invånare är 264.
Terrängen runt Megáli Géfyra är platt åt nordost, men åt sydväst är den kuperad. Runt Megáli Géfyra är det ganska tätbefolkat, med 86 invånare per kvadratkilometer. Närmaste större samhälle är Alexándreia, 12,5 km nordväst om Megáli Géfyra. Trakten runt Megáli Géfyra består till största delen av jordbruksmark.